# Zombori Ottó
Zombori Ottó (Gyöngyös, 1945. március 24.–) magyar tanár, csillagász, az Uránia Csillagvizsgáló nyugalmazott igazgatója.

## Élete
Gyermekkorában rengeteget túrázott családjával, elmondása szerint ezek az élmények alapozták meg benne jövőjét, választott pályáját. Középfokú tanulmányait a gyöngyösi Vak Bottyán Gimnáziumban végezte, majd az akkori Kossuth Lajos Tudományegyetem Természettudományi Karán szerzett matematika–fizika szakon diplomát 1968-ban. Ezután visszatért alma materébe tanítani.  
1972-ben Kulin György hívta Budapestre, ahol az Uránia Csillagda tudományos munkatársa lett. Ezután igazgatóhelyettesként, majd igazgatóként dolgozott itt egészen 2005-ös nyugdíjazásáig. 1976-ban az Eötvös Loránd Tudományegyetem Természettudományi Karán okleveles csillagász diplomát szerzett. 1980-ban posztgraduális képzés keretében filozófia szakon diplomázott. 1991–1996 között a Future Gimnáziumban tanított és érettségiztetett, 1999–2000-ben a Központi Civil Egyetemen, 2001-ben a Zsigmond Király Főiskolán tevékenykedett mint oktató. Nyugdíjazásáig a Budapest-Fasori Evangélikus Gimnázium tanára volt. 
Nyugdíjas éveiben is rendszeresen tart ismeretterjesztő előadásokat a csillagászat, a fizika, az űrkutatás és az egyetemes kultúrtörténet legkülönbözőbb területeiről. Sokrétű pedagógiai tevékenységét jellemzi, hogy a szakkörök vezetése mellett pedagógiai és szakmai segítséget is nyújtott a Magyar Garabonciás Szövetségnek (melynek előbb elnöke, később tiszteletbeli elnöke lett) az általuk szervezett társaskörök és táborok munkájához, valamint érettségi elnöki feladatokat is ellátott a közoktatásban.

## Publikációi
A Magyar Csillagászati Egyesületben eltöltött évei alatt több Meteor Csillagászati Évkönyv szerkesztésében segédkezett. Emellett rendszeresen publikált az Föld és Ég folyóiratban.

### Szerkesztőként
- felelős szerkesztő (1975–1987) Csillagászati Értesítő
- főszerkesztő (1986–1990) Meteor

### Írásai
- Zombori Ottó: A természettudományos gondolkodás érzelmi megközelítése verseken keresztül a csillagászat területén. Csillagászati Értesítő 1970. 1. sz. pp. 20-24.
- Zombori Ottó: A Kopernikusz-év jegyében. Föld és Ég 8. 1973. 6. sz. pp. 175-177.
- Zombori Ottó: Mit kell tudni az üstökösről? Budapest, 1974. TIT
- Zombori Ottó (szerk.): Kis csillagászok. Gyöngyös. 1976. Gyöngyösi Városi Járási Művelődési Központ
- Zombori Ottó, Kelemen János, Szentmártoni Béla:  Beszámoló a II. Amatőrcsillagász Észlelő építőtábor eseményeiről. Meteor 8. 1978. 4.(46.) sz. pp. 18-20.
- Zombori Ottó: A Csillagászat Baráti Köre (CSBK) találkozóinak, eseményeinek rövid áttekintése. In: A TIT Csillagászat Baráti Köre XI. Országos Találkozója anyagából. Budapest, 1980. TIT pp. 39-43.
- Zombori Ottó: Csillagászat és művelődés. In: 3x1 olvasótábor. Budapest, 1981. Népművelődési Propaganda Iroda, OSZK KMK. pp. 40-42.
- Ponori Thewrewk Aurél – Zombori Ottó: TIT Budapesti Planetárium és Uránia Bemutató Csillagvizsgáló az 1979. évben. In: Csillagászati évkönyv az 1981. évre. Budapest, 1980. Gondolat. pp. 95-120.
- Zombori Ottó: Amatőr csillagászok. TIT-élet. Élet és Tudomány 36. 1981. május 1. 18. sz. p. 563.
- Keszthelyi Sándor, Szőke Balázs, Vértes Ernő, Zombori Ottó, Schlosser Tamás: Találkozók a nyári ég alatt... Föld és Ég 16. 1981. 11. sz. pp. 332-334.
- Zombori Ottó: A Csillagászat Baráti Köre (CSBK) találkozóinak, eseményeinek rövid áttekintése. In: A TIT Csillagászat Baráti Köre XII. Országos Találkozója Kaposvár. Budapest, 1982. TIT pp. 39-42.
- Ponori Thewrewk Aurél – Zombori Ottó: TIT Budapesti Planetárium és Uránia Bemutató Csillagvizsgáló az 1980. évben. In: Csillagászati évkönyv az 1982. évre. Budapest, 1981. Gondolat. pp. 98-107.
- Keszthelyi Sándor, Szőke Balázs, Vértes Ernő, Zombori Ottó, Schlosser Tamás: Találkozók a nyári ég alatt... 2. Föld és Ég 17. 1982. 1. sz. pp. 26-27.
- Horváth András, Ponori Thewrewk Aurél, Zombori Ottó: TIT Budapesti Planetárium és Uránia Bemutató Csillagvizsgáló az 1981. évben. In: Csillagászati évkönyv az 1983. évre. Budapest, 1982. Gondolat. pp. 95-103.
- Zombori Ottó: Az Uránia Csillagvizsgáló. In: A munkahelyi ismeretterjesztés módszertana. Budapest, 1983. SZOT és TIT. pp. 46-48.
- Schalk Gyula – Zombori Ottó: Beszámoló a TIT Csillagászati és Űrkutatási Országos Választmányának és szakosztályainak 1982-1983. évi tevékenységéről. Budapest, 1984. TIT. p. 24.
- Horváth András, Ponori Thewrewk Aurél, Zombori Ottó: A Csillagászat Baráti Köre XIII. országos találkozója elé.. In: XIII. CSBK országos találkozó. Kiskunhalas, 1984. Budapest, 1984. TIT.
- Zombori Ottó: A Csillagászat Baráti Köre (CSBK) találkozóinak, eseményeinek rövid áttekintése. In: XIII. CSBK országos találkozó. Kiskunhalas, 1984. Budapest, 1984. TIT pp. 69-73.

## Elismerései
- Zerinváry Szilárd-emlékérem (1972)
- Vándorbot-díj (1994)[5]
- Budapestért díj (1998)[6]
- Magyar Garabonciás Szövetség Nívó-díja (2005)[7]
- A Magyar Érdemrend lovagkeresztje (2013)[8]